# California Gurls

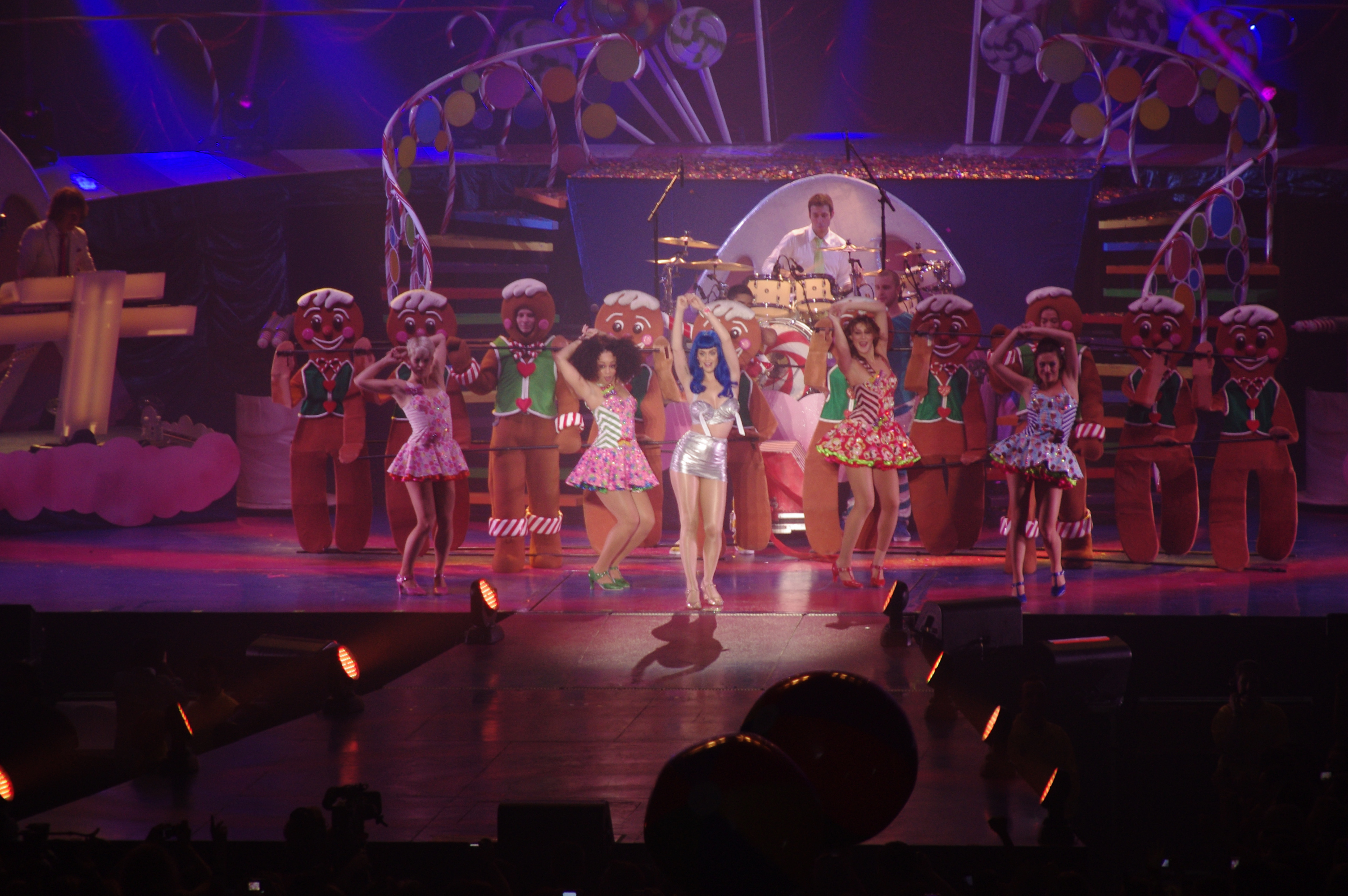
«California Gurls»

«California Gurls» (en català: Xiques de Califòrnia) és una cançó de gèneres pop, rock i dance amb influències d'electro, escrita, composta i interpretada per la cantant estatunidenca Katy Perry. És el primer senzill per al seu tercer àlbum d'estudi, titulat Teenage Dream, i compta amb la col·laboració del raper estatunidenc Snoop Dogg i am la producció de Dr. Luke, Max Martin i Benny Blanco.
Va ser escollida com el primer senzill per a l'àlbum fa referències a l'inici de l'estiu. Va ser estrenada a les estacions de ràdio dels Estats Units el 25 de maig del 2010.